# کاوالینو-ترپورتی
کاوالینو-ترپورتی (به ایتالیایی: Cavallino-Treporti) یک کومونه در ایتالیا است که در استان ونیز واقع شده‌است.

## خصوصیات
کاوالینو-ترپورتی ۴۴ کیلومترمربع مساحت و ۱۲٬۸۹۷ نفر جمعیت دارد و ۱ متر بالاتر از سطح دریا واقع شده‌است.